# Wilhelm Schneider (Politiker, 1926)
Wilhelm Schneider (* 22. Juli 1926 in Wesel; † 27. November 2007 ebenda) war ein deutscher Kommunalpolitiker. Er war von 1979 bis 1984 sowie von 1989 bis 1994 Bürgermeister von Wesel und wurde 2006 zum Ehrenbürger der Stadt ernannt.

## Werdegang
Schneider wurde im Juli 1926 in Wesel geboren und wuchs im nahegelegenen Lackhausen auf. In den Jahren 1969 bis 1994 war er für die SPD Mitglied des Weseler Stadtrats, und zwischen 1984 und 1999 gehörte er dem Kreistag des Kreises Wesel an. Im Jahr 1975 wurde er zunächst zum stellvertretenden Bürgermeister und 1979 zum ersten Bürgermeister der Stadt gewählt. Dieses Amt führte er ehrenamtlich und nicht hauptamtlich aus. Bis in die 1990er Jahre war in Nordrhein-Westfalen nicht der Bürgermeister, sondern der Stadtdirektor Leiter der Stadtverwaltung.
Schneider führte neben seiner Rolle als Bürgermeister weitere Tätigkeiten aus und war 16 Jahre Personalratsvorsitzender der Postgewerkschaft und in den Jahren 1977 bis 1992 Vorsitzender des Weseler Boxclubs. Er galt während seiner Zeit als Bürgermeister als Förderer von Kultur und Sport, zudem unterstützte er Menschen mit Behinderung, er war diesbezüglich an der Gründung der Elternselbsthilfe in Wesel-Bislich maßgeblich beteiligt. Nach dem Ende seiner ersten fünfjährigen Amtszeit war er von 1984 bis 1989 wieder in der Position des stellvertretenden Bürgermeisters und daran anschließend von 1989 bis 1994 ein weiteres Mal erster Bürgermeister. In den Jahren 1994 bis 1999 war er auf Kreisebene stellvertretender Landrat.

## Ehrungen
Schneider war Träger des Bundesverdienstkreuzes und bekam im September 2000 den Ehrenring der Stadt Wesel verliehen. Zu seinem 80. Geburtstag wurde ihm die Weseler Ehrenbürgerschaft verliehen.

## Würdigungen
In seinem früheren Wohnort Wesel-Lackhausen wurde eine Straße nach ihm benannt.